# The New Atalantis
The New Atalantis is een satirische sleutelroman van de Engelse schrijfster Delarivier Manley in twee delen, voor het eerst gepubliceerd in respectievelijk 1709 en 1710. Het werk is een allegorische aanval op de Whigs ten tijde van koningin Anna van Groot-Brittannië en leidde op 29 oktober 1709 tot de arrestatie van Manley en haar uitgever. Manley presenteerde het boek als een Engelse vertaling van een Franse versie van een Italiaans origineel. Het is door de eeuwen heen haar bekendste roman gebleven.
Het werk heeft niets te maken met de legenden over Atlantis. Het eiland Atalantis staat hier symbool voor het pas verenigde Groot-Brittannië, dat sinds de Glorious Revolution een constitutionele monarchie is. Manley was een overtuigde Tory. Zij beschrijft koningin Anna met veel sympathie, maar hekelt haar entourage van het Whig-kabinet.

## Samenvatting
De godin Astraea brengt een bezoek aan de aarde om te kijken of de mensheid nog steeds zo corrupt als vroeger is. Daar ontmoet ze haar moeder, de Deugd. Ze maken een reis naar het eiland Atalantis in de Middellandse Zee en maken zichzelf onzichtbaar. Wanneer ze op Vrouwe Intelligentie botsen, verzoeken ze haar om uitleg te verschaffen bij de verschillende personen die ze op hun tocht tegenkomen.
Vrouwe Intelligentie vertelt heel wat smeuïge verhalen over politieke en sociale affaires; zo was er een edelvrouw die door haar man overtuigd werd dat bigamie een goede zaak was. Ook was er een geval van incest dat slecht afliep voor zowel broer als zus. De nooit opgehelderde dood van de Quaker Sarah Stout in 1699 en de vermoedelijke daders worden onder schuilnamen uitvoerig beschreven.
Langzaam vervolgen ze gedurende meerdere dagen hun weg naar het Prado, dat model staat voor Hyde Park. Hier verzamelt de gehele beau monde zich om te pralen met kleding en koetsen; Vrouwe Intelligentie neemt uitgebreid de tijd om de persoonlijke levens van alle prominente personen uit de doeken te doen. Vele politici, voornamelijk Whigs, moeten het ontgelden. Onder anderen Sidney Godolphin, toen nog een Whig, wordt aangevallen. Vooral John Churchill, hertog van Marlborough, en zijn vrouw Sarah nog meer dan hij, worden gehekeld. Sarah heeft namelijk een persoonlijk altaar voor haar oppergod Geld en brengt dagelijks offers aan hem. Ook collega-auteurs met wie Manley overhoop lag, onder wie Catharine Trotter en Richard Steele, worden belachelijk gemaakt.
Tot slot bezoekt het drietal, nog steeds onzichtbaar, het Britse Lagerhuis. Vrouwe Intelligentie vertelt over de corruptie en buitenechtelijke affaires van de belangrijkste politici. Het boek houdt abrupt op. Het vervolg, The Memoirs of Europe, speelt in de tijd van Karel de Grote.
Bij het boek hoorde een later gepubliceerde lijst met ‘sleutels’, dat wil zeggen, een toelichting bij de personen achter de vele pseudoniemen. Er verschenen verschillende, bijwijlen tegenstrijdige versies en niet alle personen zijn met zekerheid geïdentificeerd.

## Receptie
The New Atalantis veroorzaakte ophef in politieke middens, vooral doordat uitgerekend de machtige kringen aan het hof op de korrel genomen werden. Sarah Churchill gaf de opdracht aan haar secretaris, Arthur Maynwaring, het boek door te kammen om strafbare passages te vinden. Manley en haar drukker werden in oktober 1709 aangehouden en beschuldigd van scandalum magnatum, dat wil zeggen belediging van edelen in een openbaar ambt. De rechtbank werd voorgezeten door Charles Spencer, derde earl van Sunderland, die gehuwd was met Anne, de dochter van de hertog en hertogin van Marlborough. 
Desalniettemin werd Manley op 11 februari 1710 vrijgesproken, daar niet kon worden aangetoond dat de pseudoniemen in het boek naar reële personen verwezen; de legendalijsten waren namelijk in latere edities verschenen, niet in de oorspronkelijke uitgave.  In haar latere autobiografische werk The Adventures of Rivella beweerde Manley dat de rechtbank schroom had gehad om een onschuldige vrouw te veroordelen die niets dan haar hobby najaagde en die hoe dan ook onschadelijk was aangezien ze geen politieke invloed kon uitoefenen. Ze erkent in dat boek tevens dat politieke satire, althans in haar tijd, voor een vrouw een ongewone bezigheid is, te meer daar er geen vrouwelijke parlementsleden zijn.
Jonathan Swift liet zich aanvankelijk laatdunkend uit over Manleys schrijfstijl. Hij ontmoette haar echter in 1710 en begon haar vervolgens te waarderen, niet het minst doordat hij omstreeks die periode in politiek opzicht van kamp veranderde en toenadering tot de Tory's zocht.
Gedurende de achttiende eeuw bleef The New Atalantis een notoir boek. Tegen de negentiende eeuw lagen de beschreven publieke figuren evenwel verder in het verleden. Geleidelijk is de roman, evenals Manley zelf, in de vergetelheid geraakt; de belangstelling voor deze politieke satirica herleefde desondanks in de twintigste eeuw enigszins in feministische kringen. Door de zeer actualiteitsgebonden aard van de roman vergen moderne uitgaven een uitgebreid notenapparaat; een editie van The New Atalantis uit 1992 bevat 536 eindnoten.